# 塞罗拉尔戈省
塞罗拉尔戈省（西班牙語：Departmento de Cerro Largo），旧译塞卢拉尔科，為南美國家烏拉圭的一个省份，位於该国东北，省境东北与巴西接壤，該省首府為梅洛。